# 2016年リオデジャネイロオリンピックのハンガリー選手団
2016年リオデジャネイロオリンピックのハンガリー選手団（2016ねんリオデジャネイロオリンピックのハンガリーせんしゅだん）は、2016年8月5日から8月21日にかけてブラジルのリオデジャネイロで開催された2016年リオデジャネイロオリンピックのハンガリー選手団、およびその競技結果。

## 概要
今大会は金メダル8個、銀メダル3個、銅メダル4個の合計15個のメダルを獲得した。
競泳ではホッスー・カティンカが女子100m背泳ぎ・200m個人メドレー・400m個人メドレーで3冠を達成した。

## メダル
| メダル | 選手名                                                                          | 競技         | 種目                 |
| ------ | ------------------------------------------------------------------------------- | ------------ | -------------------- |
| 金     | ホッスー・カティンカ                                                            | 競泳         | 女子100m背泳ぎ       |
| 金     | ホッスー・カティンカ                                                            | 競泳         | 女子200m個人メドレー |
| 金     | ホッスー・カティンカ                                                            | 競泳         | 女子400m個人メドレー |
| 金     | アーロン・シラーギ                                                              | フェンシング | 男子サーブル個人     |
| 金     | エメシェ・サース                                                                | フェンシング | 女子エペ個人         |
| 金     | コザック・ダヌタ                                                                | カヌー       | 女子K-1 500m         |
| 金     | サボー・ガブリエラ コザック・ダヌタ                                             | カヌー       | 女子K-2 500m         |
| 金     | サボー・ガブリエラ コザック・ダヌタ チペス・タマラ ファゼカシュ・クリスティナ   | カヌー       | 女子K-4 500m         |
| 銀     | ラースロー・シェー                                                              | 競泳         | 男子100mバタフライ   |
| 銀     | ホッスー・カティンカ                                                            | 競泳         | 女子200m背泳ぎ       |
| 銀     | ゲーザ・イムレ                                                                  | フェンシング | 男子エペ個人         |
| 銅     | アニタ・マールトン                                                              | 陸上         | 女子砲丸投           |
| 銅     | タマーシュ・ケンデレシ                                                          | 競泳         | 男子200mバタフライ   |
| 銅     | ボグラールカ・カパーシュ                                                        | 競泳         | 女子800m自由形       |
| 銅     | ガーボル・ボツコー ゲーザ・イムレ アンドラーシュ・レードリ ペーテル・ソムファイ | フェンシング | 男子エペ団体         |